# Vadlány – Boszorkánykör
A Boszorkánykör egy, a korlátolhatatlan szabadság drámája a gyimesi csángók elszigetelt, zárt közösségében kalyibák, patakok és völgyek világában játszódik. A film igaz történeten alapul. Egy gyerekgyilkosság után nyomozó rendőrtiszt önkénytelenöl belecsöppen az öntörvényű csángó világba, amelyben még a bűnt is másképp értelmezik, mint a civilizált kultúrákban.